# Individuele Re-integratie Overeenkomst
De Individuele Re-integratie Overeenkomst (IRO) is (in Nederland) een instrument dat aan werklozen met een UWV-uitkering wordt aangeboden om zelf de terugkeer naar werk te regelen (oftewel re-integratie), met ondersteuning van een IRO-bureau.
De invoering van de IRO op 1 januari 2004 heeft binnen de re-integratiemarkt een kleine aardverschuiving veroorzaakt. Voor die tijd werkten circa 90 re-integratiebedrijven in opdracht van het UWV. Nu zijn dat er meer dan 1600. Vooral kleine bedrijven hebben zich kunnen profileren dankzij deze regeling, die stimuleert dat er meer individueel maatwerk geleverd wordt.
De kwaliteitsbewaking onder re-integratiebedrijven heeft toenemende aandacht gekregen. Om het voor de consument inzichtelijker te maken worden bedrijven die de IRO uitvoeren jaarlijks gecontroleerd door het UWV en het Bureau Blik op Werk, dat ook een keurmerk kan verlenen. Indien het re-integratiebedrijf voor deze jaarlijkse audit slaagt ontvangt het een goedkeuring door UWV. Vanaf uiterlijk 15 november 2010 is het verplicht om aan bepaalde kwaliteitseisen te voldoen om als re-integratiebedrijf voor UWV trajecten te mogen uitvoeren. Dat kan, middels het behalen van het keurmerk Blik op Werk, of door op andere wijze aan te tonen dat een bedrijf aan de UWV kwaliteitseisen voldoet. De auditgegevens van Blik op Werk zijn in te zien op de site van dit bureau. Zowel uit de klantwaardering als de resultaten blijkt dat de kleinere bureaus het gemiddeld beter doen dan de grote, klassieke uitvoerders.
Het Nederlandse ministerie van Sociale Zaken en Werkgelegenheid heeft het effect onderzocht van de IRO. Uit de eerste en tweede voortgangsrapportage blijkt dat de klanttevredenheid circa 20% hoger is onder IRO-kandidaten dan onder deelnemers aan reguliere trajecten. Ook de uitstroomresultaten lijken beter dan bij reguliere trajecten.